# Herald Sun Tour 2015
De 62e editie van de Herald Sun Tour was een wielerwedstrijd die plaatsvond van 4 tot en met 8 februari 2015. Startplaats was Melbourne en de finishplaats is Arthurs Seat. De ronde maakte deel uit van de UCI Oceania Tour 2015, in de categorie 2.1. In 2014 won de Australiër Simon Clarke. Deze editie werd gewonnen door zijn land- en ploeggenoot Cameron Meyer.

## Deelnemende ploegen
| WorldTour       | ProContinentaal    | Continentaal                | Nationaal           |
| --------------- | ------------------ | --------------------------- | ------------------- |
| Orica-GreenEdge | Drapac             | African Wildlife Safaris    | Jayco-AIS U23       |
|                 | Androni Giocattoli | Budget Forklifts            | KordaMentha         |
|                 | MTN-Qhubeka        | Charter Mason Giant         | Verenigd Koninkrijk |
|                 | Unitedhealthcare   | Data#3 Symantec             |                     |
|                 |                    | Navitas Satalyst            |                     |
|                 |                    | Search2retain-Health.com.au |                     |
|                 |                    | Avanti                      |                     |
|                 |                    | JLT Condor                  |                     |

## Etappe-overzicht
| etappe  | datum      | start            | finish       | type      | afstand  | winnaar       | klassementsleider |
| ------- | ---------- | ---------------- | ------------ | --------- | -------- | ------------- | ----------------- |
| Proloog | 4 februari | Melbourne        | Melbourne    | Proloog   | 2,1 km   | Will Clarke   | Will Clarke       |
| 1e      | 5 februari | Mount Macedon    | Bendigo      | Heuvelrit | 156,9 km | Cameron Meyer | Cameron Meyer     |
| 2e      | 6 februari | Bendigo          | Nagambie     | Heuvelrit | 123,6 km | Caleb Ewan    | Cameron Meyer     |
| 3e      | 7 februari | Mitchelton Wines | Nagambie     | Heuvelrit | 148,6 km | Caleb Ewan    | Cameron Meyer     |
| 4e      | 8 februari | Arthurs Seat     | Arthurs Seat | Heuvelrit | 125,4 km | Patrick Bevin | Cameron Meyer     |

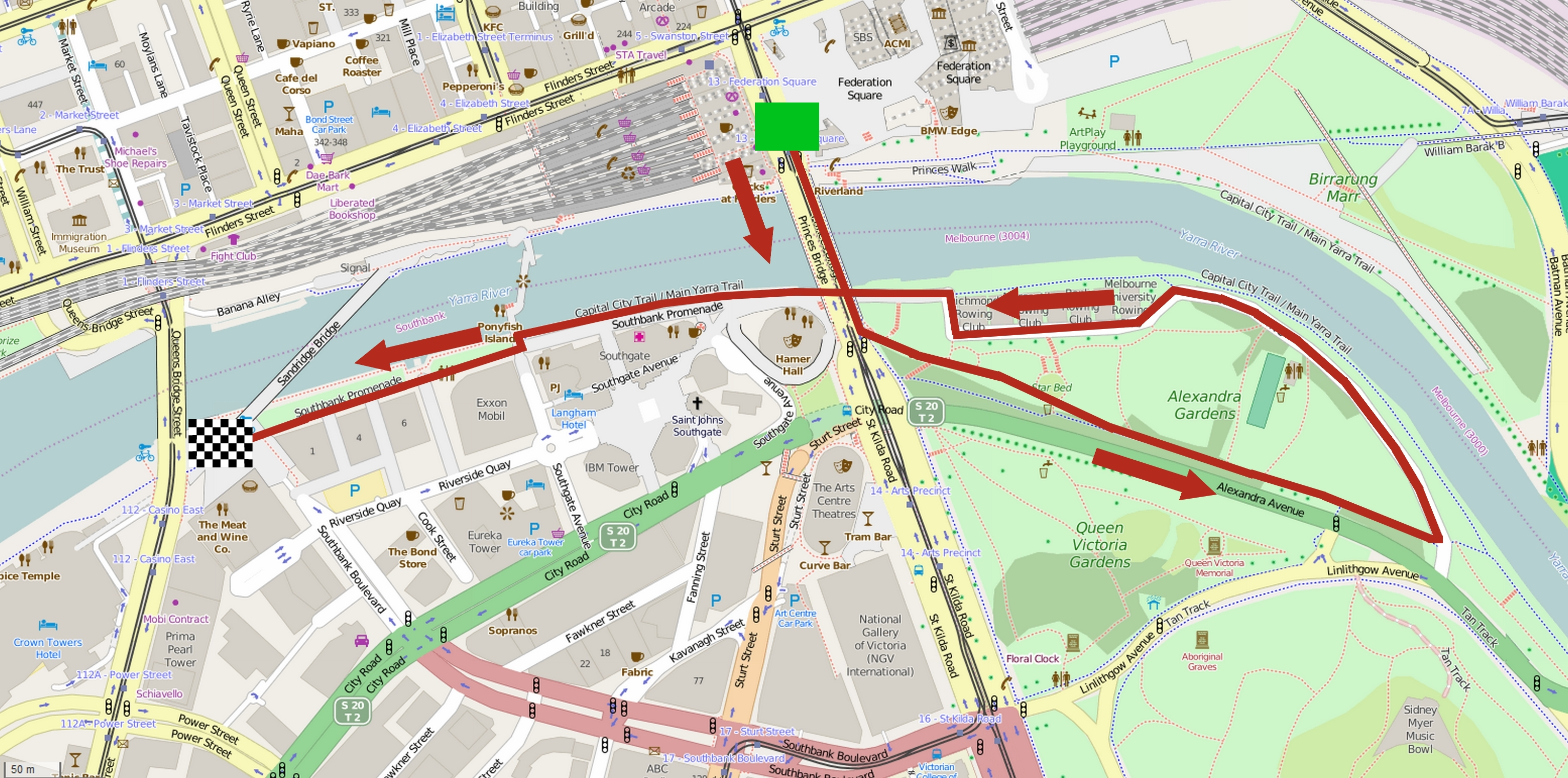
Proloog.
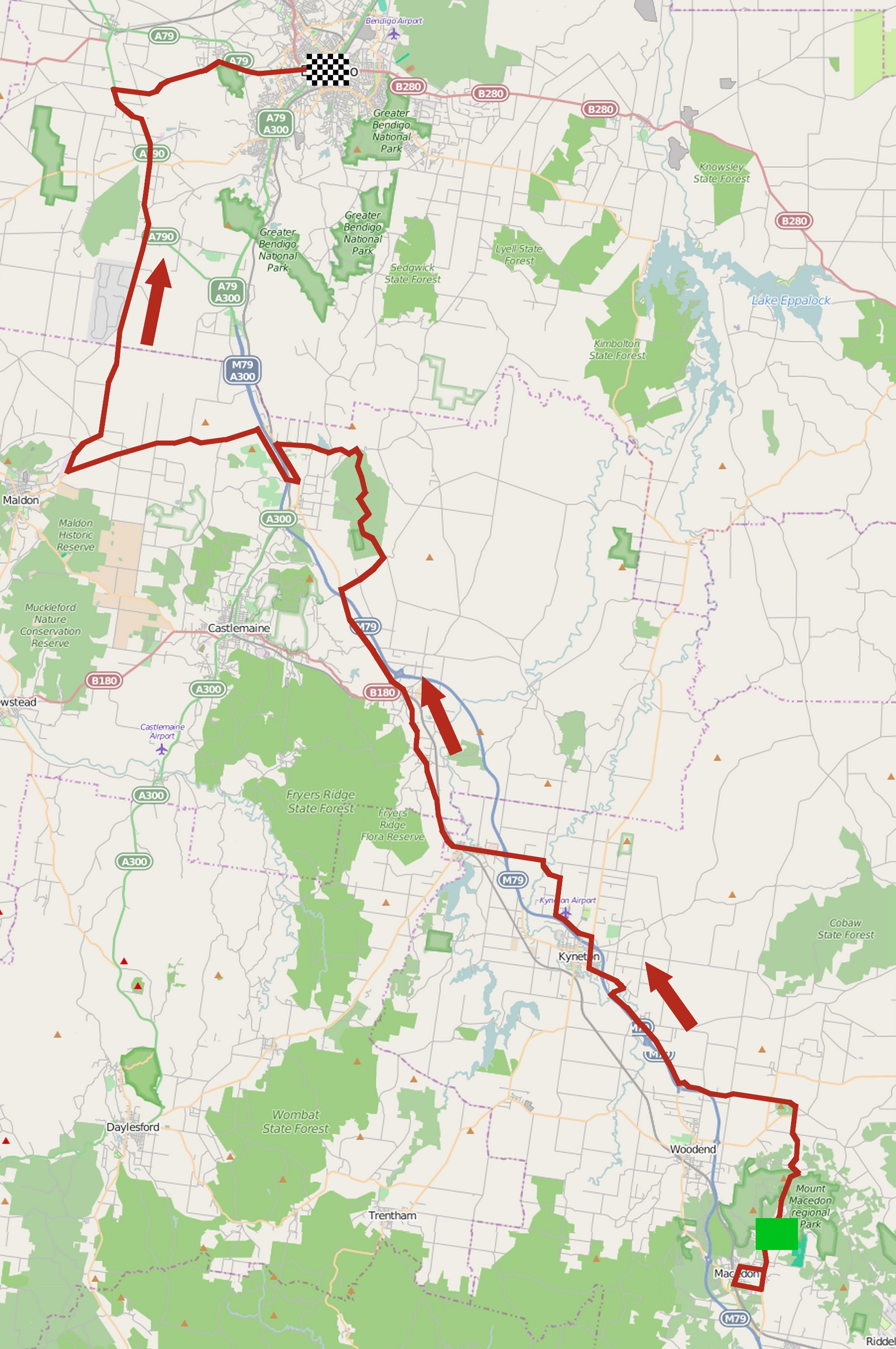
1e etappe.
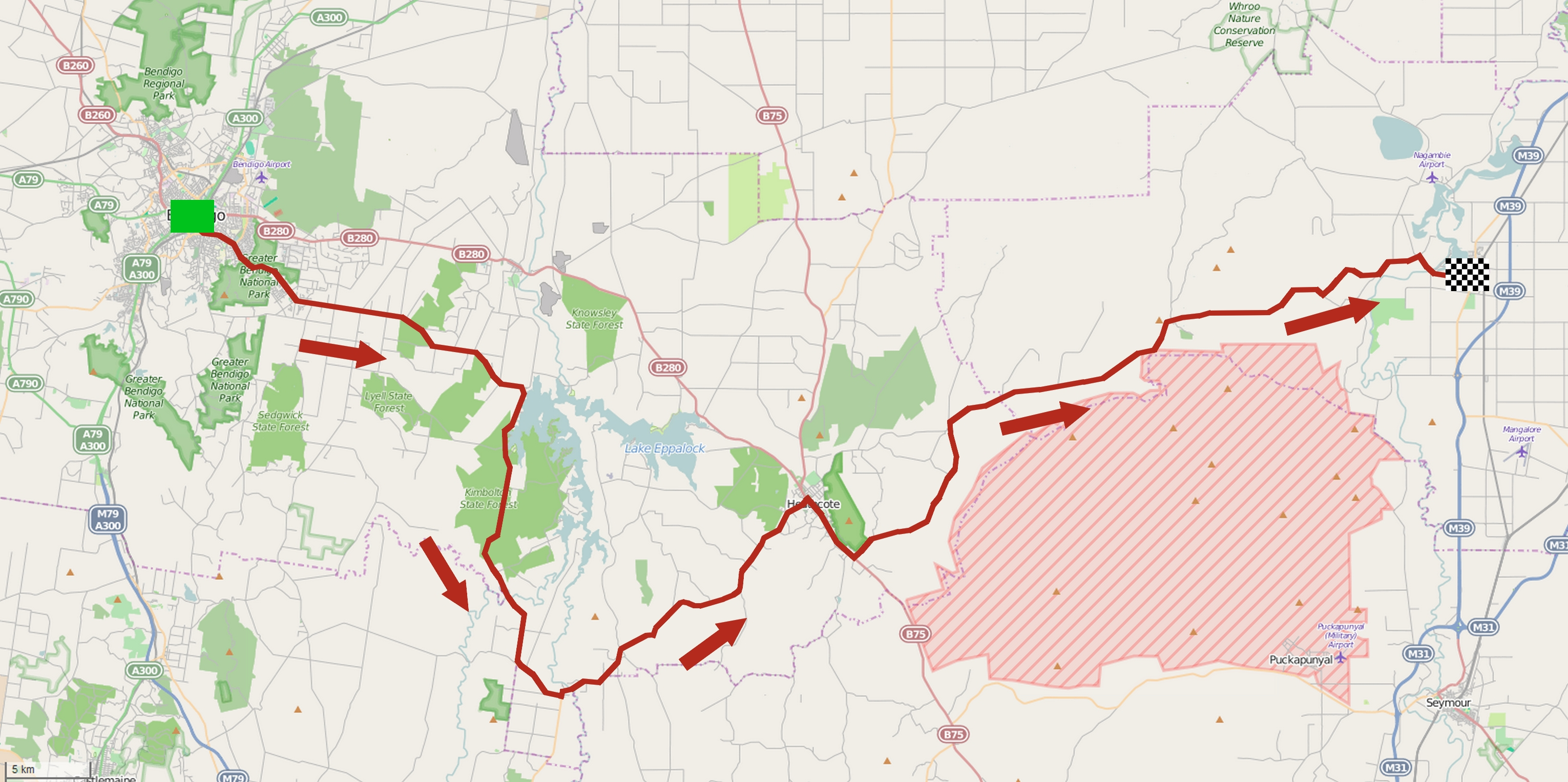
2e etappe.
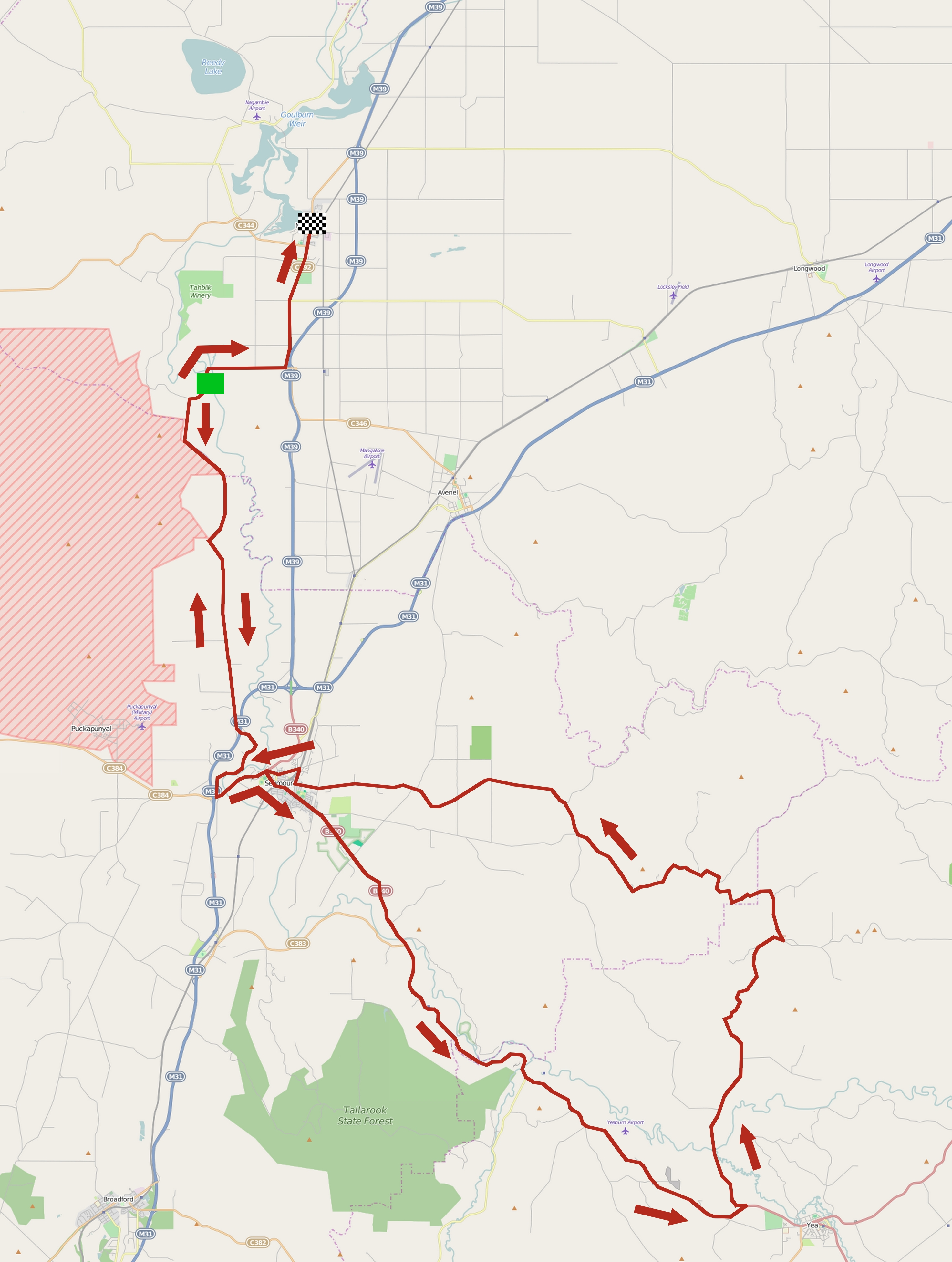
3e etappe.
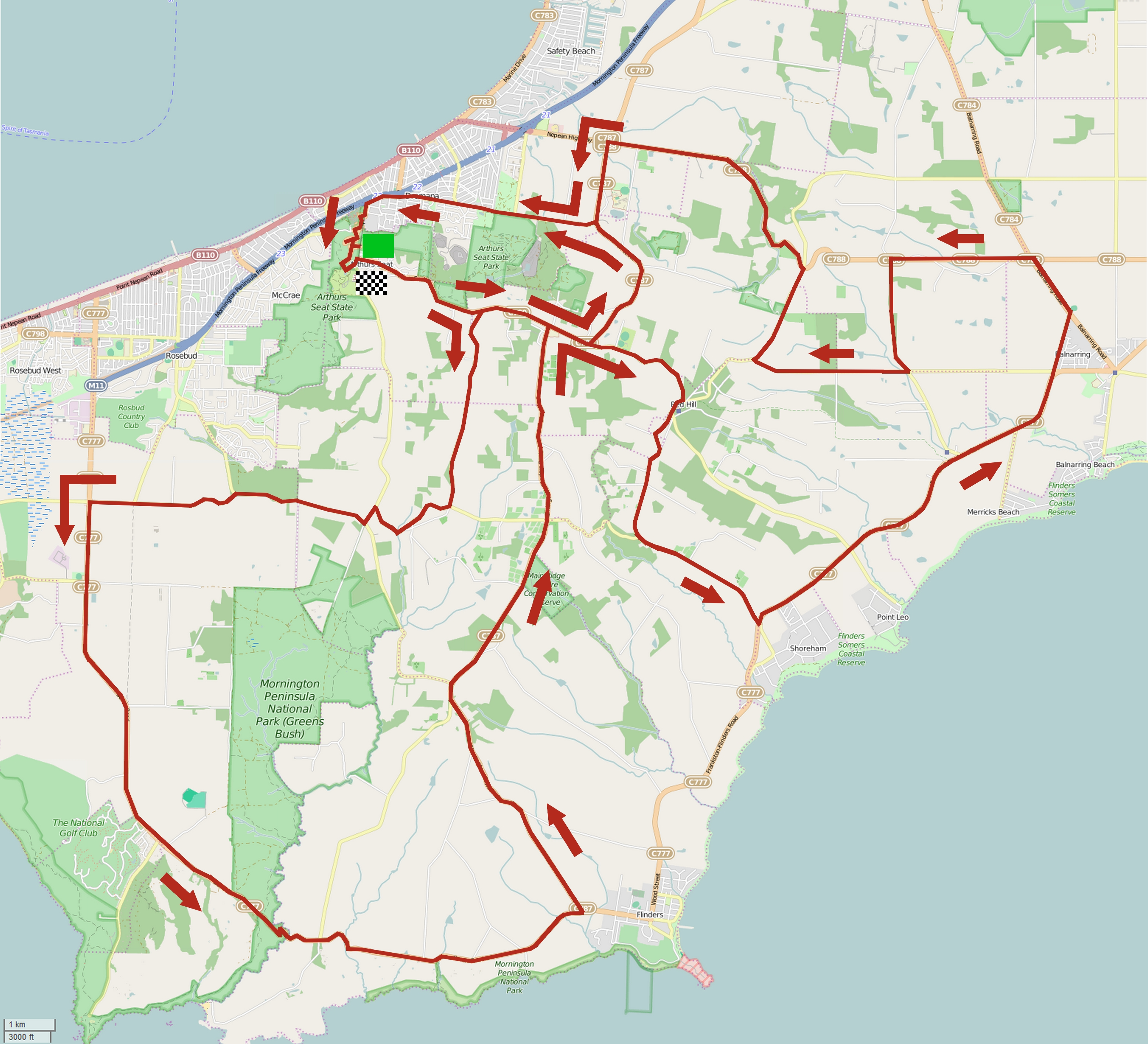
4e etappe.

## Etappe-uitslagen

### Proloog
| Melbourne - Melbourne (2,1 km (ITT)) |                    |                     |       |
| Plaats                               | Naam               | Ploeg               | Tijd  |
| Winnaar                              | Will Clarke        | Drapac              | 2'35" |
| 2                                    | Caleb Ewan         | Orica-GreenEdge     | + 1"  |
| 3                                    | Brenton Jones      | Drapac              | z.t.  |
| 4                                    | Sam Bewley         | Orica-GreenEdge     | + 2"  |
| 5                                    | Neil Van der Ploeg | Avanti              | z.t.  |
| 6                                    | Michael Hepburn    | Orica-GreenEdge     | z.t.  |
| 7                                    | Simon Clarke       | Orica-GreenEdge     | z.t.  |
| 8                                    | Patrick Bevin      | Avanti              | z.t.  |
| 9                                    | Paul Van der Ploeg | Charter Mason Giant | z.t.  |
| 10                                   | Joseph Cooper      | Avanti              | + 3"  |
|                                      |                    |                     |       |
| 66                                   | Serge Pauwels      | MTN-Qhubeka         | + 12" |

### 1e etappe
| Mount Macedon - Bendigo (156,9 km) |                   |                     |          |
| Plaats                             | Naam              | Ploeg               | Tijd     |
| Winnaar                            | Cameron Meyer     | Orica-GreenEdge     | 3u29'47" |
| 2                                  | Joseph Cooper     | Avanti              | z.t.     |
| 3                                  | Patrick Bevin     | Avanti              | + 10"    |
| 4                                  | Simon Clarke      | Orica-GreenEdge     | z.t.     |
| 5                                  | Daniel Summerhill | Unitedhealthcare    | z.t.     |
| 6                                  | Franco Pellizotti | Androni Giocattoli  | z.t.     |
| 7                                  | Serge Pauwels     | MTN-Qhubeka         | z.t.     |
| 8                                  | Grant Ferguson    | Verenigd Koninkrijk | z.t.     |
| 9                                  | Damien Howson     | Orica-GreenEdge     | z.t.     |
| 10                                 | Brendan Canty     | Budget Forklifts    | z.t.     |

| Algemeen klassement |                   |                     |          |
| Plaats              | Naam              | Ploeg               | Tijd     |
| Gele trui           | Cameron Meyer     | Orica-GreenEdge     | 3u32'15" |
| 2                   | Joseph Cooper     | Avanti              | + 4"     |
| 3                   | Patrick Bevin     | Avanti              | + 15"    |
| 4                   | Simon Clarke      | Orica-GreenEdge     | + 19"    |
| 5                   | Lachlan Norris    | Drapac              | + 23"    |
| 6                   | Damien Howson     | Orica-GreenEdge     | z.t.     |
| 7                   | Daniel Summerhill | Unitedhealthcare    | + 24"    |
| 8                   | Lachlan Morton    | KordaMentha         | + 27"    |
| 9                   | Scott Davies      | Verenigd Koninkrijk | + 28"    |
| 10                  | Mitchell Cooper   | Navitas Satalyst    | z.t.     |
|                     |                   |                     |          |
| 11                  | Serge Pauwels     | MTN-Qhubeka         | + 29"    |

### 2e etappe
| Bendigo - Nagambie (123,6 km) |                  |                             |          |
| Plaats                        | Naam             | Ploeg                       | Tijd     |
| Winnaar                       | Caleb Ewan       | Orica-GreenEdge             | 2u38'51" |
| 2                             | Steele Von Hoff  | KordaMentha                 | z.t.     |
| 3                             | Sam Witmitz      | Budget Forklifts            | z.t.     |
| 4                             | John Murphy      | Unitedhealthcare            | z.t.     |
| 5                             | Brenton Jones    | Drapac                      | z.t.     |
| 6                             | Massimo Graziato | African Wildlife Safaris    | z.t.     |
| 7                             | James Mowatt     | Data#3 Symantec             | z.t.     |
| 8                             | Graham Briggs    | JLT Condor                  | z.t.     |
| 9                             | Michael Rice     | Search2retain-Health.com.au | z.t.     |
| 10                            | Tanner Putt      | Unitedhealthcare            | z.t.     |
|                               |                  |                             |          |
| 22                            | Serge Pauwels    | MTN-Qhubeka                 | z.t.     |

| Algemeen klassement |                   |                     |          |
| Plaats              | Naam              | Ploeg               | Tijd     |
| Gele trui           | Cameron Meyer     | Orica-GreenEdge     | 6u11'06" |
| 2                   | Joseph Cooper     | Avanti              | + 4"     |
| 3                   | Patrick Bevin     | Avanti              | + 15"    |
| 4                   | Simon Clarke      | Orica-GreenEdge     | + 19"    |
| 5                   | Lachlan Norris    | Drapac              | + 23"    |
| 6                   | Damien Howson     | Orica-GreenEdge     | z.t.     |
| 7                   | Daniel Summerhill | Unitedhealthcare    | + 24"    |
| 8                   | Lachlan Morton    | KordaMentha         | + 27"    |
| 9                   | Scott Davies      | Verenigd Koninkrijk | + 28"    |
| 10                  | Mitchell Cooper   | Navitas Satalyst    | z.t.     |
|                     |                   |                     |          |
| 11                  | Serge Pauwels     | MTN-Qhubeka         | + 29"    |

### 3e etappe
| Mitchelton Wines - Nagambie (148,6 km) |                      |                    |          |
| Plaats                                 | Naam                 | Ploeg              | Tijd     |
| Winnaar                                | Caleb Ewan           | Orica-GreenEdge    | 3u25'17" |
| 2                                      | Tyler Farrar         | MTN-Qhubeka        | z.t.     |
| 3                                      | Steele Von Hoff      | KordaMentha        | z.t.     |
| 4                                      | John Murphy          | Unitedhealthcare   | z.t.     |
| 5                                      | Will Clarke          | Drapac             | z.t.     |
| 6                                      | Tiziano Dall'Antonia | Androni Giocattoli | z.t.     |
| 7                                      | Felix English        | JLT Condor         | z.t.     |
| 8                                      | Grayson Napier       | Navitas Satalyst   | z.t.     |
| 9                                      | Patrick Bevin        | Avanti             | z.t.     |
| 10                                     | James Mowatt         | Data#3 Symantec    | z.t.     |
|                                        |                      |                    |          |
| 14                                     | Serge Pauwels        | MTN-Qhubeka        | z.t.     |

| Algemeen klassement |                   |                     |          |
| Plaats              | Naam              | Ploeg               | Tijd     |
| Gele trui           | Cameron Meyer     | Orica-GreenEdge     | 9u36'23" |
| 2                   | Joseph Cooper     | Avanti              | + 4"     |
| 3                   | Patrick Bevin     | Avanti              | + 15"    |
| 4                   | Simon Clarke      | Orica-GreenEdge     | + 19"    |
| 5                   | Lachlan Norris    | Drapac              | + 23"    |
| 6                   | Damien Howson     | Orica-GreenEdge     | z.t.     |
| 7                   | Daniel Summerhill | Unitedhealthcare    | + 24"    |
| 8                   | Lachlan Morton    | KordaMentha         | + 27"    |
| 9                   | Scott Davies      | Verenigd Koninkrijk | + 28"    |
| 10                  | Mitchell Cooper   | Navitas Satalyst    | z.t.     |
|                     |                   |                     |          |
| 11                  | Serge Pauwels     | MTN-Qhubeka         | + 29"    |

### 4e etappe
| Arthurs Seat - Arthurs Seat (125,4 km) |                   |                     |          |
| Plaats                                 | Naam              | Ploeg               | Tijd     |
| Winnaar                                | Patrick Bevin     | Avanti              | 2u54'38" |
| 2                                      | Cameron Meyer     | Orica-GreenEdge     | z.t.     |
| 3                                      | Simon Clarke      | Orica-GreenEdge     | z.t.     |
| 4                                      | Brendan Canty     | Budget Forklifts    | + 2"     |
| 5                                      | Robert Power      | Jayco-AIS U23       | z.t.     |
| 6                                      | Franco Pellizotti | Androni Giocattoli  | + 4"     |
| 7                                      | Damien Howson     | Orica-GreenEdge     | + 6"     |
| 8                                      | Scott Davies      | Verenigd Koninkrijk | + 7"     |
| 9                                      | Joseph Cooper     | Avanti              | + 9"     |
| 10                                     | Serge Pauwels     | MTN-Qhubeka         | + 11"    |

## Eindklassementen
| Plaats    | Naam              | Ploeg               | Tijd      |
| --------- | ----------------- | ------------------- | --------- |
| Gele trui | Cameron Meyer     | Orica-GreenEdge     | 12u30'55" |
| 2         | Patrick Bevin     | Avanti              | + 11"     |
| 3         | Joseph Cooper     | Avanti              | + 19"     |
| 4         | Simon Clarke      | Orica-GreenEdge     | + 21"     |
| 5         | Damien Howson     | Orica-GreenEdge     | + 35"     |
| 6         | Robert Power      | Jayco-AIS U23       | + 37"     |
| 7         | Brendan Canty     | Budget Forklifts    | + 39"     |
| 8         | Lachlan Norris    | Drapac              | + 40"     |
| 9         | Franco Pellizotti | Androni Giocattoli  | z.t.      |
| 10        | Scott Davies      | Verenigd Koninkrijk | + 41"     |
| 11        | Mitchell Cooper   | Navitas Satalyst    | + 45"     |
| 12        | Serge Pauwels     | MTN-Qhubeka         | + 46"     |
| 13        | Grant Ferguson    | Verenigd Koninkrijk | + 47"     |
| 14        | Daniel Summerhill | Unitedhealthcare    | + 1'10"   |
| 15        | Mark O'Brien      | Avanti              | + 1'12"   |
| 16        | Chris Jones       | Unitedhealthcare    | + 1'17"   |
| 17        | Michael Torckler  | Budget Forklifts    | + 1'22"   |
| 18        | Lachlan Morton    | KordaMentha         | + 1'28"   |
| 19        | Patrick Shaw      | Avanti              | + 1'46"   |
| 20        | Chris Hamilton    | KordaMentha         | + 2'18"   |

| Plaats      | Naam            | Ploeg           | Punten |
| ----------- | --------------- | --------------- | ------ |
| Groene trui | Cameron Meyer   | Orica-GreenEdge | 24     |
| 2           | Caleb Ewan      | Orica-GreenEdge | 20     |
| 3           | Steele Von Hoff | KordaMentha     | 20     |

| Plaats      | Naam          | Ploeg                       | Punten |
| ----------- | ------------- | --------------------------- | ------ |
| Zwarte trui | Cameron Bayly | Search2retain-Health.com.au | 88     |
| 2           | Robert Power  | Jayco-AIS U23               | 48     |
| 3           | Patrick Bevin | Avanti                      | 32     |
|             |               |                             |        |
| 12          | Serge Pauwels | MTN-Qhubeka                 | 8      |

| Plaats     | Naam            | Ploeg               | Punten    |
| ---------- | --------------- | ------------------- | --------- |
| Witte trui | Robert Power    | Jayco-AIS U23       | 12u31'32" |
| 2          | Scott Davies    | Verenigd Koninkrijk | + 4"      |
| 3          | Mitchell Cooper | Navitas Satalyst    | + 8"      |

| Plaats | Ploeg            | Tijd      |
| ------ | ---------------- | --------- |
|        | Orica-GreenEdge  | 37u33'55" |
| 2      | Avanti           | + 37"     |
| 3      | Unitedhealthcare | + 3'26"   |

## Klassementenverloop
| Etappe       | Winnaar       | Algemeen klassement · | Puntenklassement · | Bergklassement · | Jongerenklassement · | Ploegenklassement · |
| ------------ | ------------- | --------------------- | ------------------ | ---------------- | -------------------- | ------------------- |
| Proloog      | Will Clarke   | Will Clarke           | niet uitgereikt    | niet uitgereikt  | Caleb Ewan           | Orica-GreenEdge     |
| 1            | Cameron Meyer | Cameron Meyer         | Cameron Meyer      | Robert Power     | Scott Davies         | Orica-GreenEdge     |
| 2            | Caleb Ewan    | Cameron Meyer         | Cameron Meyer      | Robert Power     | Scott Davies         | Orica-GreenEdge     |
| 3            | Caleb Ewan    | Cameron Meyer         | Caleb Ewan         | Robert Power     | Scott Davies         | Orica-GreenEdge     |
| 4            | Patrick Bevin | Cameron Meyer         | Cameron Meyer      | Cameron Bayly    | Robert Power         | Orica-GreenEdge     |
| 0Eindstanden | 0Eindstanden  | Cameron Meyer         | Cameron Meyer      | Cameron Bayly    | Robert Power         | Orica-GreenEdge     |

Mannen:
1952 · 
1953 · 
1954 · 
1955 · 
1956 · 
1957 · 
1958 · 
1959 · 
1960 · 
1961 · 
1962 · 
1963 · 
1964 · 
1965 · 
1966 · 
1967 · 
1968 · 
1969 · 
1970 · 
1971 · 
1972 · 
1973 · 
1974 · 
1975 · 
1976 · 
1977 · 
1978 · 
1979 · 
1980 · 
1981 · 
1982 · 
1983 · 
1984 · 
1985 · 
1986 · 
1987 · 
1988 · 
1989 · 
1990 · 
1991 · 
1992 · 
1993 · 
1994 · 
1995 · 
1996 · 
1997 · 
1998 · 
1999 · 
2000 · 
2001 · 
2002 · 
2003 · 
2004 · 
2005 · 
2006 · 
2007 · 
2008 · 
2009 · 
2010 · 
2011 · 
2012 · 
2013 ·
2014 ·
2015 ·
2016 ·
2017 ·
2018 ·
2019 ·
2020
Vrouwen:
2018 ·
2019 ·
2020
 Cadel Evans Great Ocean Road Race ·
 Herald Sun Tour